# Mike Fenner
Mike Fenner (* 24. April 1971 in Ost-Berlin) ist ein ehemaliger deutscher Leichtathlet, der sich auf den Hürdenlauf spezialisierte. 

## Karriere
Sein Durchbruch gelang Fenner 1990, als er bei den letzten DDR-Meisterschaften in 110-Meter-Hürdenlauf Zweiter wurde. Bei den Deutschen Meisterschaften nach der Wiedervereinigung konnte er 1994, 1997 und 1998 ebenfalls Zweiter werden. 2001 und 2004 wurde er Deutscher Meister. In der Halle über 60 Meter Hürden gewann er zwischen 1990 und 2006 insgesamt zehn Medaillen, wobei er 1994, 1997, 2002 und 2003 den Deutschen Meistertitel gewann.
Fenners Ergebnisse bei Freiluft-Europameisterschaften:
- 1994: Platz 5 in 13,53 s
- 1998: Platz 7 in 13,38 s
- 2002: Platz 5 in 13,39 s

Außerdem gewann er 1994 und 1998 jeweils in 7,58 s die Bronzemedaille bei den Halleneuropameisterschaften über 60 Meter Hürden.
Seine einzige Olympiateilnahme gelang Fenner 2004, aber wie bei den Weltmeisterschaften 1997 und 2001 schied er im Zwischenlauf aus.
Am 31. August 2006 erklärte Fenner wegen anhaltender Achillessehnenprobleme seinen Rücktritt von aktiven Leistungssport.